# Barbodes katolo
Barbodes katolo е вид лъчеперка от семейство Шаранови (Cyprinidae). Видът е критично застрашен от изчезване.